# Mononatrijev glutamat
Mononatrijev glutamat (MSG, angleško monosodium glutamate; tudi natrijev glutamat), je natrijeva sol glutaminske kisline, ene v naravi najbolj prisotnih neesencialnih aminokislin. Mononatrijev glutamat se v naravi nahaja v paradižniku, siru in drugih živilih.
MSG se uporablja v živilski industriji kot ojačevalec okusa, ki daje t. i. okus umami, ki okrepi mesnati, slano začinjeni okus hrane, podobno kot ga naravni glutamat v živilih, kot so enolončnice in mesne juhe. Prvi ga je leta 1908 pripravil japonski biokemik Kikunae Ikeda, ki je skušal izolirati in potvoriti začinjeni okus užitne morske alge kombu, ki se uporablja kot osnova za mnoge japonske juhe. MSG kot ojačevalec okusa uravnava, meša in zaokroži dojemanje drugih okusov.
Uprava ZDA za hrano in zdravil je MSG dodelila oznako splošno priznano kot varno (GRAS – angleško generally recognized as safe). Razširjeno je prepričanje, da naj bi veliki odmerki MSG lahko povzročali glavobole in druge občutke nelagodja, znane kot »sindrom kitajske restavracije«, vendar dvojno slepe študije ne najdejo dokazov take reakcije. Evropska unija ga razvršča kot živilski aditiv, dovoljen v nekaterih živilih in za katerega veljajo količinske omejitve. MSG ima oznako HS 29224220 in število E E621.

## Uporaba
Čisti MSG naj bi po poročanjih imel neprijeten okus, dokler se ne kombinira s slano aromo. Osnovna senzorična funkcija MSG se pripisuje njegovi sposobnosti ojačanja začinjeno okusno aktivnih spojin v pravi koncentraciji. Optimalna koncentracija je odvisna od vrste hrane; v bistri juhi učinek ugodja naglo pada po dodatku več kot enega grama MSG na 100 mL juhe.
Vsebnost natrija (v masnih odstotkih) v MSG znaša 12 %, kar je približno le tretjina vsebnosti natrija v natrijevem kloridu (39 %), saj je masa glutamatnega protiiona večja od kloridnega. Čeprav se tudi druge soli glutaminske kisline uporabljajo v juhah z nizko vsebnostjo soli, so te manj okusne od MSG.

## Zgodovina
Glutaminsko kislino je leta 1866 odkril nemški kemik Karl Heinrich Ritthausen, ki je obdeloval pšenični gluten (po katerem je bila kislina poimenovana) z žveplovo kislino. Kikunae Ikeda z Univerze v Tokiu je leta 1908 glutaminsko kislino kot okusno snov izoliral iz alge Laminaria japonica (kombu) z vodno ekstrakcijo in s kristalizacijo. Njen okus je poimenoval umami. Ikeda je opazil, da ima dashi – japonska jušna osnova iz posebno pripravljene tune katsuobushi in alge kombu – edinstven okus, ki znanstveno še ni bil opisan (niti sladko, slano, kislo ali grenko). Da bi se prepričal, ali je res ionizirana glutaminska kislina odgovorna za umami, je preučil okusne lastnosti štirih soli glutaminske kilsine: kalcijevega, kalijevega, amonijevega in magnezijevega glutamata. Vse te soli so izzvale umami in kovinski okus zaradi drugih mineralov. Med njimi je bil natrijev glutamat najbolje topen, najbolj všečen in se je najlaže kristaliziral. Ikeda je svoj izdelek poimenoval »mononatrijev glutamat« in vložil patent za proizvodnjo MSG; brata Suzuki sta začela komercialno proizvodnjo MSG leta 1909 kot Ajinomoto (味の素, 'esenca okusa').